# Psycho (film 1998)
Psycho è un film del 1998 diretto da Gus Van Sant, remake shot-for-shot di Psyco di Alfred Hitchcock del 1960.

## Trama
La vicenda ricalca fedelmente, attualizzata al 1998, la trama del film originale. Marion Crane, segretaria di un'agenzia immobiliare, è in fuga dopo aver sottratto 400.000 dollari in contanti destinati a una compravendita. Il suo obiettivo è raggiungere il suo compagno Sam Loomis, che ha problemi finanziari per le somme che deve pagare per il mantenimento dell'ex-moglie. Per una serie di peripezie, Marion Crane è costretta a fermarsi in un motel, il Bates Motel, gestito da Norman Bates.
Essendo la prima cliente dopo diverso tempo, viene invitata a cena da quest'ultimo, che vive in una casa a fianco del motel, ha la passione della tassidermia e si mostra attratto dalla ragazza, ma prima della cena Marion viene spaventata dalle urla della madre di Bates che lo accusa di lasciarsi traviare dalle donne. Quando Marion tenta di parlare dell'accaduto, Bates si altera spiegando che la madre, Norma, soffre di problemi psichici e lo tiene di fatto segregato, ma che è sostanzialmente innocua. Marion si ritira in camera, spiata senza accorgersene da Norman che si masturba, ma, mentre si fa la doccia, viene assalita da una figura misteriosa dalle sembianze femminili che la uccide a coltellate. Norman accorre dopo un apparente litigio con la madre e trova il cadavere della ragazza.
Quattro giorni dopo, al negozio di Sam Loomis si presentano Lila, sorella di Marion, e Milton Arbogast, un detective privato assoldato per ritrovare la ragazza e i soldi rubati. Escluso Sam dai sospetti, il detective, ricostruisce la fuga di Marion e si presenta al Bates Motel per interrogare Norman, che riporta una versione contraddittoria dei fatti. Insospettito, il detective informa Sam e Lila di voler parlare anche con la madre di Norman, intravista alla finestra, ma entrato nella casa dei Bates viene aggredito e ucciso a sua volta dalla stessa figura misteriosa che ha accoltellato Marion.
Lila e Sam, non vedendo tornare Milton, si recano al Bates Motel, dopo aver appreso dal vicesceriffo del paese, Al Chambers, che la madre di Norman Bates in realtà si era suicidata dieci anni prima insieme al suo secondo marito. Sam e Lila, increduli, decidono di investigare per conto proprio e si presentano da Norman al Bates Motel, chiedendo una camera. Mentre Sam distrae il ragazzo, Lila entra di soppiatto nella casa dei Bates e nella stanza della madre trova i vestiti di Marion e tracce della recente presenza della ragazza. Norman nel frattempo, intuita la situazione per via della prolungata assenza di Lila, stordisce Sam con una mazza da baseball e corre verso la casa. 
La donna, per non farsi trovare dal ragazzo, si rifugia nella cantina dove c'è il laboratorio di impagliatura e vede una figura femminile seduta in fondo alla stanza. Scopre però con orrore che si tratta del cadavere in decomposizione della madre di Norman. Nel frattempo, viene aggredita da quest'ultimo vestito da donna e armato di coltello ma l'intervento di Sam, ripresosi in tempo, evita il peggio e consente di far arrestare Norman.
Dalla successiva perizia psichiatrica, emerge che il ragazzo, dopo la morte del padre, si era legato alla madre in modo morboso e quando lei si risposò, in un raptus di gelosia uccise lei e il suo secondo marito. Sconvolto dai sensi di colpa, disseppellì il corpo della madre per poterla avere ancora accanto e iniziò a immedesimarsi nel cadavere mummificato in un progressivo sdoppiamento di personalità, imitando comportamenti, parole e anche la voce della madre morta. L'attrazione per Marion aveva infatti scatenato in Norman un raptus omicida, come transfer della gelosia della madre, verso una donna che avrebbe potuto sottrarle il figlio e quindi doveva assolutamente morire. La scoperta finale del suo segreto ne sconvolge definitivamente la mente e Norman vive, ormai completamente immedesimato, solo con la personalità della madre.
Il ritrovamento dell'auto di Marion nel laghetto a fianco del motel conclude il film, con la prova definitiva della colpevolezza di Norman.

## Produzione
Le riprese del film durarono 50 giorni, dal 6 luglio al 26 agosto 1998. Van Sant volle rendere omaggio ad Alfred Hitchcock realizzando un remake estremamente fedele all'originale, seguendo minuziosamente le inquadrature e i tagli di montaggio del film originale, così come i dialoghi e l'intera trama, al punto che, durante la lavorazione, il regista aveva sempre a disposizione una copia del lungometraggio cui fare riferimento. Il livello di fedeltà è tale che alcuni blooper della piccola originale sono stati ripresi nel remake, così come il cameo del regista nella scena in cui Marion entra a lavoro: Van Sant compare nel punto esatto in cui, nel film del 1960, compariva Hitchcock.

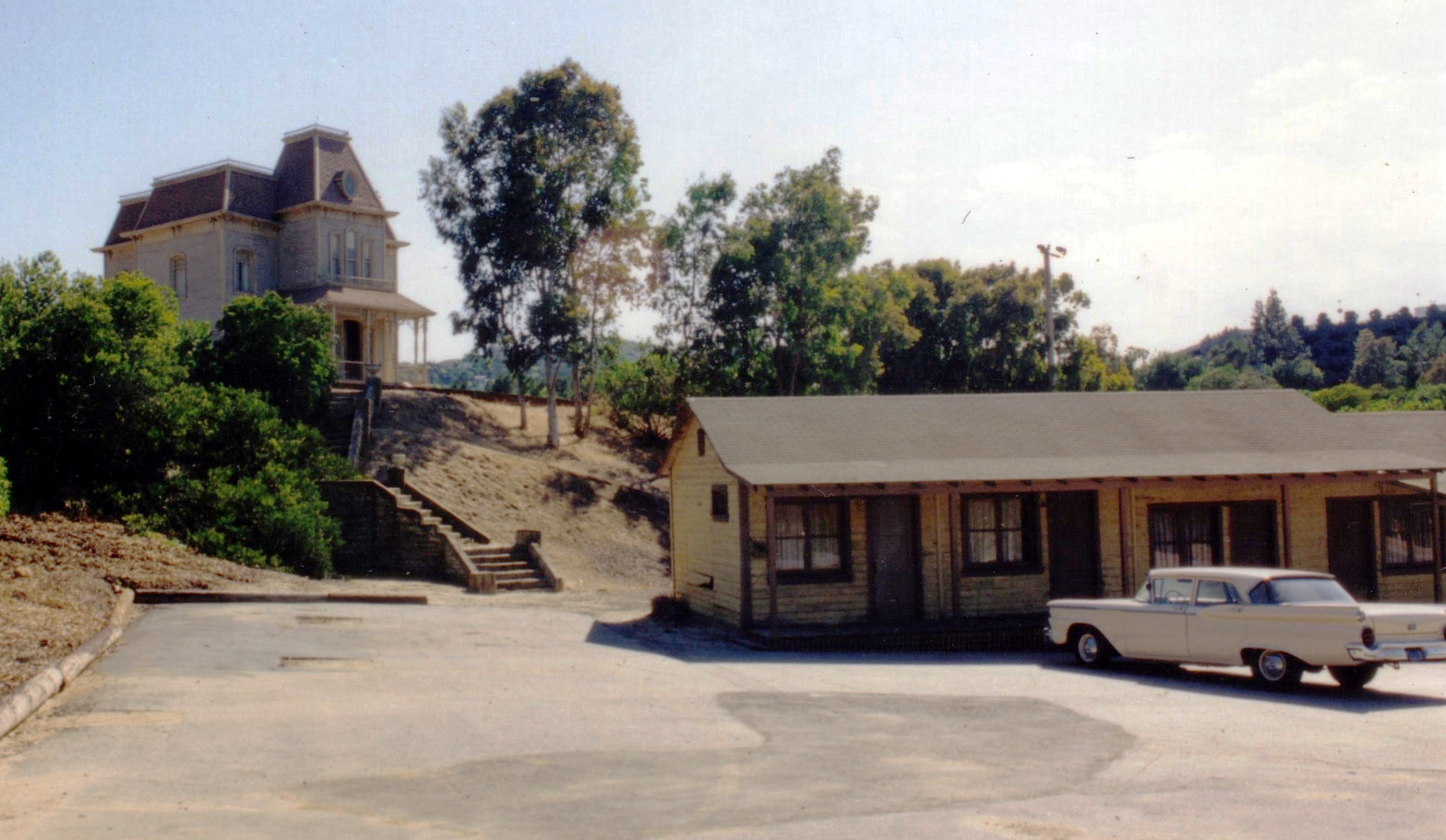
Il set di Psyco. Bates Motel

La casa dei Bates costruita per il remake si trovava direttamente di fronte a quella dell'originale, rimasta in piedi come attrazione turistica che negli anni precedenti era stata smontata e riutilizzata in altri set. Il motel invece, ricostruito nel 1983 in occasione di Psycho II dopo la demolizione dell'originale nel 1979, è stato rimodernato. Si può notare che la posizione della casa rispetto ad esso è leggermente diversa tra le due versioni.
Nonostante la fedeltà al materiale di riferimento, sussistono alcune differenze di trama e stile dovute alla necessità di adattare Psycho alla moderna cinematografia moderna: l'azione è infatti spostata dal 1960 al 1998, e la somma di denaro rubata da Marion, 40.000 dollari nel primo film, si decuplica a 400.000, decisamente più credibile nel 1998 alla luce dell'inflazione. 
La versione di Van Sant è inoltre più esplicita di quella di Hitchcock, che all'epoca della realizzazione dovette sottostare alle pesanti limitazioni morali del Codice Hays: nella scena iniziale, per esempio, Sam e Marion sono insieme a letto e lui è mostrato completamente nudo; nell'originale, per limitare al massimo l'insinuazione che avessero consumato un rapporto sessuale. Allo stesso modo, nella scena in cui Norman spia Marion mentre si spoglia, si capisce chiaramente che nel farlo si masturba, cosa che non avveniva nella prima versione. Ancora, nella scena dell'uccisione di Arbogast, Norma/Norman colpisce quest'ultimo non con una, bensì con numerose coltellate per farlo cadere dalle scale. La scena della scoperta del cadavere di Norma e della susseguente rissa è poi decisamente diversa: la cantina è molto più grande di quella della prima versione, nella quale non c'era nemmeno il laboratorio da impagliatore di Norman; l'apparizione di quest'ultimo travestito è più lenta e la rissa molto più lunga e violenta, mentre nel 1960 si vedeva solo Sam togliere a Norman parrucca e vestito. Un'altra differenza la troviamo nella scena più iconica, quella dell'uccisione di Marion nella doccia: nel Psycho del 1960 non viene mai mostrato il corpo nudo della vittima, mentre nella versione di Van Sant ci sono delle inquadrature molto esplicite.
Altre differenze sono dovute a tecniche e attrezzature non disponibili ai tempi di Hitchcock. Per la scena d'apertura, questi avrebbe voluto effettuare uno zoom panoramico che, partendo dai tetti dei palazzi, entrava attraverso la finestra nella stanza di Marion; a causa dei limiti tecnici dell'epoca, il regista dovette ripiegare su un più comune gioco di panoramiche e dissolvenze. Gus Van Sant, invece, ha potuto realizzare l'idea di Hitchcock.
Infine, Van Sant ha inserito di sua iniziativa delle brevissime immagini subliminali, fotogrammi nascosti all'interno delle scene dei due omicidi: quando Marion viene uccisa, si vedono immagini di una violenta tempesta; quando viene ucciso Arbogast si vede prima una donna nuda con una maschera sul volto e poi quella di un vitello nel mezzo di una strada. Nell'ultimo fotogramma del film di Hitchcock, alla faccia di Anthony Perkins veniva sovrapposta l'immagine dello scheletro di Norma Bates; nella versione di Van Sant, si vede prima lo scheletro, poi, per un lasso di tempo brevissimo, il volto dello stesso Anthony Perkins.

## Distribuzione

### Data di uscita
Il film uscì negli USA il 4 dicembre 1998, in Italia il 21 febbraio 1999. Per questo film il regista Van Sant ottenne il premio di peggior regista ai Razzie Awards 1999 e la protagonista Anne Heche fu candidata come peggior attrice.

### Divieti
Negli Stati Uniti d'America la MPAA ha classificato il film come restricted (R) per scene contenenti violenza, sessualità e nudità.

## Accoglienza

### Incassi
Il budget è stato di 60 milioni di dollari e al botteghino fu un flop: incassò circa 22 milioni negli USA e poco più di 15 milioni nel resto del mondo. Gli incassi totali mondiali sono stati di 37170655 $.

### Critica
Sul sito web di recensioni Rotten Tomatoes il film riceve il 42% delle recensioni professionali positive con un voto medio di 5,3/10 basato su 19 recensioni, mentre su Metacritic ha un punteggio di 47 su 100 basato su 13 recensioni.